# Abigail Kinoiki Kekaulike Kawānanakoa
Abigail Kinoiki Kekaulike Kawānanakoa, född den 23 april 1926, död den 11 december 2022, var en hawaiisk mecenat, prinsessa, arvtagerska och aktivist för det hawaiiska språket och den hawaiiska kulturen. 

## Biografi
Kawānanakoa föddes i Honolulu år 1926. Hon gick i skolan i den privata Punahou-skolan och tog examen på andra stadiet i Shanghai och Kalifornien. Kawānanakoa var ättling till David Kawānanakoa, Hawaiis tidigare tronföljare. Hon gjorde dock aldrig själv anspråk på tronen.
Kawānanakoas morfar, James Campbell, fonderade sin omfattande kvarlåtenskap till sin familj. Fonden realiserades år 2006, vilket fick till följd att Kawānanakoas personliga förmögenhet då uppskattades till ungefär 250 miljoner dollars.
Kawānanakoa hade tävlingshästar samt verkade som ordförande för föreningen Friends of Iolani, som sköter ‘Iolani-palatset under mer än 25 år.
År 2017 gifte hon sig med sin långvariga partner, Veronica. Paret vigdes av Steven Levinson, tidigare ordförande för Hawaiis högsta domstol. Tidigare var Kawānanakoa förlovad med en man.
Kawānanakoa använde sin förmögenhet för att stöda den hawaiiska kulturen genom att finansiera stipendier, motsätta sig planer på en järnväg i Honolulu och protestera mot Mauna Kea-observatoriet. Därtill har hon lånat ut föremål som hon har ärvt från kungaparet Kalākaua och Kapi‘olani till öppna föreställningar. Hon finansierade Merrie Monarch-festivalen och föreningen ‘Aha Pūnana Leo som stöder revitaliseringen av det hawaiiska språket.
Kawānanakoa gick bort 2022. Dödsorsaken offentliggjordes inte, men det var känt att hennes hälsa hade försvagats sedan en tid. Guvernören Josh Green förordnade en sorgflaggning vid alla delstatens offentliga byggnader under en vecka.